# Dienstleistungskosten
Dienstleistungskosten (oder Fremdleistungskosten) sind in der Betriebswirtschaftslehre Kosten, die für die Inanspruchnahme von Leistungen oder Dienstleistungen anderer Wirtschaftssubjekte anfallen.

## Allgemeines
Voraussetzung für die Einstufung als Dienstleistungskosten ist eine Fremdleistung, die von anderen Unternehmen erbracht wird. Über die Zuordnung der Kostenarten zu den Dienstleistungskosten bestehen in Theorie und Praxis unterschiedliche Auffassungen. Da in der Kostenartenrechnung lediglich Primärkosten erfasst werden können, dürfen bei den Dienstleistungskosten in der Kostenartenrechnung nur extern bezogene Dienstleistungen erfasst werden. Alle durch externe Dienstleistungen entstandenen Kosten sind Primärkosten, interne Dienstleistungen verursachen Sekundärkosten. 

## Arten
Unterschieden werden kann zwischen echten und unechten Dienstleistungskosten:
- Echte Dienstleistungskosten sind aufgrund bezogener Dienstleistungen entstanden: Bankgebühren, Beratungs- und Prüfungskosten, Finanzierungskosten, Geschäftsraummiete und Pachtkosten, Informationskosten (Nutzungsentgelte für Internet, Post, Telefon), Leasinggebühren, Reisekosten, Service-Level-Agreement-Kosten, Transportkosten oder Versicherungsprämien.
- Unechte Dienstleistungskosten sind im Unternehmen selbst entstanden, ohne dass sie einem der Produktionsfaktoren Arbeit, Betriebsmittel oder Werkstoffe zugeordnet werden können. Hierzu gehören insbesondere die Verwaltungskosten (Personalverwaltung, Rechnungswesen, Informationstechnologie).

Auch die an die öffentliche Hand entrichteten Abgaben (etwa Sonderabgaben), Beiträge (Berufsgenossenschaft, Industrie- und Handelskammer, Handwerkskammer) und Gebühren (Abwassergebühr) werden zuweilen zu den Dienstleistungskosten gerechnet. Energiekosten gehören beim Fremdbezug nicht zu den Dienstleistungskosten, sondern zählen als Betriebsstoffe zu den Materialkosten.

## Wirtschaftliche Aspekte
Die Höhe der Dienstleistungskosten lässt Schlussfolgerungen über das Ausmaß der bezogenen Fremdleistungen zu, die aus technischen und/oder wirtschaftlichen Gründen von anderen Unternehmen für die Eigenfertigung bezogen werden. Wird die Fertigungstiefe erhöht, sinken die Fremdleistungen und damit die Dienstleistungskosten (umgekehrt beim Outsourcing). Die Gesamtkosten sinken jedoch nicht im gleichen Maße, weil sich die Herstellungskosten erhöhen. Fallen bei zusätzlicher Fertigungstiefe die Gesamtkosten dennoch geringer aus als vorher, steht ein Unternehmen vor der Entscheidung Eigenfertigung oder Fremdbezug (englisch make or buy). Wichtigstes Ziel des Fremdbezugs ist die Kostensenkung der Dienstleistungskosten.